# Malcolm Badu
Kentu Malcolm Badu (* 23. Juni 1997 in Berlin) ist ein deutscher Fußballspieler.

## Karriere

### Im Verein
Badu wurde als Sohn ghanaischer Eltern in Berlin geboren, wuchs am Prenzlauer Berg auf und begann das Fußballspielen in seiner Heimatstadt bei Concordia Wittenau und dem SV Empor Berlin, bevor er sich 2011 der Jugendabteilung des VfL Wolfsburg anschloss. Bis 2016 durchlief er dort die Jugendmannschaften und spielte anschließend drei Jahre lang für die zweite Herrenmannschaft in der Regionalliga Nord. Nachdem er in der Saison 2018/19 wenig zum Einsatz gekommen und sein Vertrag ausgelaufen war, wechselte er zum russischen Erstligisten Spartak Moskau. Hier spielte er fest für die zweite Mannschaft in der zweiten russischen Liga, nahm jedoch am Trainingsbetrieb der ersten Mannschaft teil und wurde auch häufiger in den Spieltagskader übernommen, ohne allerdings zum Einsatz zu kommen. Im Januar 2021 wurde sein Vertrag aufgelöst, nachdem der Verein ihm mitgeteilt hatte, nicht mehr mit ihm zu planen.
In der Folge war Badu bis zum Sommer 2021 ohne Verein, bevor er sich dem Regionalligisten Energie Cottbus anschloss. In der Saison 2022/23 wurde er mit Cottbus Meister der Regionalliga Nordost. Im Sommer 2023 wechselte Badu zum Ligakonkurrenten FC Rot-Weiß Erfurt und unterschrieb dort einen Einjahresvertrag. Für Erfurt kam er in 24 Spielen zum Einsatz und erzielte drei Tore. Nach Saisonende wechselte Badu im Mai 2024 zum niedersächsischen Oberligisten Lupo Martini Wolfsburg.

### Nationalmannschaft
Badu gab sein Nationalmannschaftsdebüt für die deutsche U18-Auswahl am 13. November 2014 bei einem 4:0-Auswärtssieg gegen die Niederlande. Zudem nahm er mit der deutschen U20 an der U-20-Fußball-Weltmeisterschaft 2017 teil.